# Noblesse belge d'apparence
 (août 2025).
Motif : Absence de sources
- Archive Wikiwix
- Bing
- Cairn
- DuckDuckGo
- E. Universalis
- Gallica
- Google
- G. Books
- G. News
- G. Scholar
- Persée
- Qwant
- (zh) Baidu
- (ru) Yandex
- (wd) trouver des œuvres sur Wikidata

| 1. | Préciser le motif de la pose du bandeau. | Précisez le motif de la pose du bandeau en utilisant la syntaxe suivante : {{admissibilité à vérifier\|date=août 2025\|motif=remplacez ce texte par le motif}}                                  |
| 2. | Informer les utilisateurs concernés.     | Pensez à avertir le créateur de l'article, par exemple, en insérant le code ci-dessous sur sa page de discussion : {{subst:avertissement admissibilité à vérifier\|Noblesse belge d'apparence}} |

Noblesse belge d'apparence de Blaise d'Ostende-à-Arlon, édité par Les Cahiers nobles et tiré à 888 exemplaires numérotés, est un pamphlet sur la noblesse d'apparence. 
« ...notre avis après avoir examiné les familles nobles d'apparence, est, que fort souvent, elles sont supérieures à la noblesse légale; et que beaucoup peuvent, sans rougir, subir la comparaison avec de vrais nobles. »
Il contient un supplément et des corrections des deux cahiers nobles Noblesse belge d'aujourd'hui n° 31 et 32.